# Назаров Ахтам Мустафайович
Ахтам Назаров (тадж. Аҳтам Назаров, нар. 29 вересня 1992) — таджицький футболіст, захисник клубу «Істіклол».
Виступав, зокрема, за клуб «Істіклол», а також національну збірну Таджикистану.

## Клубна кар'єра
У дорослому футболі дебютував 2011 року виступами за команду «Енергетик» (Душанбе), в якій провів один сезон. 
Своєю грою за цю команду привернув увагу представників тренерського штабу клубу «Істіклол», до складу якого приєднався 2013 року. Відіграв за команду з Душанбе наступні шість сезонів своєї ігрової кар'єри.
Згодом з 2019 по 2023 рік грав у складі команд «Башундхара Кінгс», «Істіклол» та «Андижан».
До складу клубу «Істіклол» приєднався 2023 року. Станом на 25 грудня 2023 року відіграв за команду з Душанбе 4 матчі в національному чемпіонаті.

## Виступи за збірну
У 2012 році дебютував в офіційних матчах у складі національної збірної Таджикистану.
У складі збірної був учасником кубка Азії з футболу 2023 року у Катарі.
| Дата      | Місто               | Господарі   | Результат | Гості       | Турнір            | Голи | Примітки |
| --------- | ------------------- | ----------- | --------- | ----------- | ----------------- | ---- | -------- |
| 25-3-2021 | Душанбе             | Таджикистан | 3 – 0     | Монголія    | Відбір до ЧС 2022 | -    | кап.     |
| 23-5-2021 | Ер-Ріяд (провінція) | Ірак        | 0 – 0     | Таджикистан | товариський матч  | -    | кап.     |
| 7-6-2021  | Суйта               | Японія      | 4 – 1     | Таджикистан | Відбір до ЧС 2022 | -    | кап. 46' |
| Усього    |                     | Матчів      | 3         |             | Голів             | 0    |          |

## Титули
Істіклол
 Чемпіон Таджикистану (11): 2014, 2015, 2016, 2017, 2018, 2019, 2020, 2021, 2022, 2023, 2024
 Переможець Кубка Таджикистану (5): 2013, 2014, 2016, 2018, 2023
 Переможець Суперкубка Таджикистану (8): 2014, 2015, 2018, 2019, 2021, 2022, 2024, 2025